# Theridion mauense
Theridion mauense är en spindelart som beskrevs av Lodovico di Caporiacco 1949. Theridion mauense ingår i släktet Theridion och familjen klotspindlar.
Artens utbredningsområde är Kenya. Inga underarter finns listade i Catalogue of Life.